# Szénássy Zoltán
Szénássy Zoltán (Komárom, 1925. október 10. – 2011. november 28.) író, helytörténész, komáromi gimnáziumi tanár, közéleti személyiség.

## Élete
A Komáromi Református Tanárképző Intézetben kezdte meg tanulmányait, a háború kitörése miatt itt csak három évet végzett el, majd Pápán a tanítóképzőben érettségizett. 1949-ben alapiskolán kezdett tanítani. Egyetemi tanulmányait 1956-ban a pozsonyi Comenius Egyetemen fejezte be, ahol magyar-történelem szakos tanári oklevelet szerzett. 1956 szeptemberétől 1960-ig a komáromi Magyar Tannyelvű Pedagógiai Iskolában tanította a jövendőbeli óvónőket, majd a 11 éves középiskola (a mai Selye János Gimnázium) mindkét tagozatában a történelem és a földrajz tantárgyakat oktatta. Negyvenkét év aktív tanítást követően 1991-ben nyugdíjba ment. 1970-ben szerzett doktori oklevelet.
A Jókai Közművelődési és Múzeum Egyesület tiszteletbeli elnöke volt. Presbiterként 12 évig szolgálta a révkomáromi református egyházközséget. 10 évig szerkesztette a Kis Tükör református lap „Eklézsiánk múltjából" című rovatát. Számos folyóiratban (Confessio, Dolgozók Lapja, Dunaj-Duna, Élet és Tudomány, Hét, Szabad Földműves, Népművelés, Honismeret, 24 óra, Irodalmi Szemle, Madách Naptár, Új Szó, Komáromi Lapok, Református Egyház, Turista Magazin, Új Forrás) közölt írásokat.
16 könyve közül 14 Komárom történetével és a város neves személyiségeivel foglalkozik.

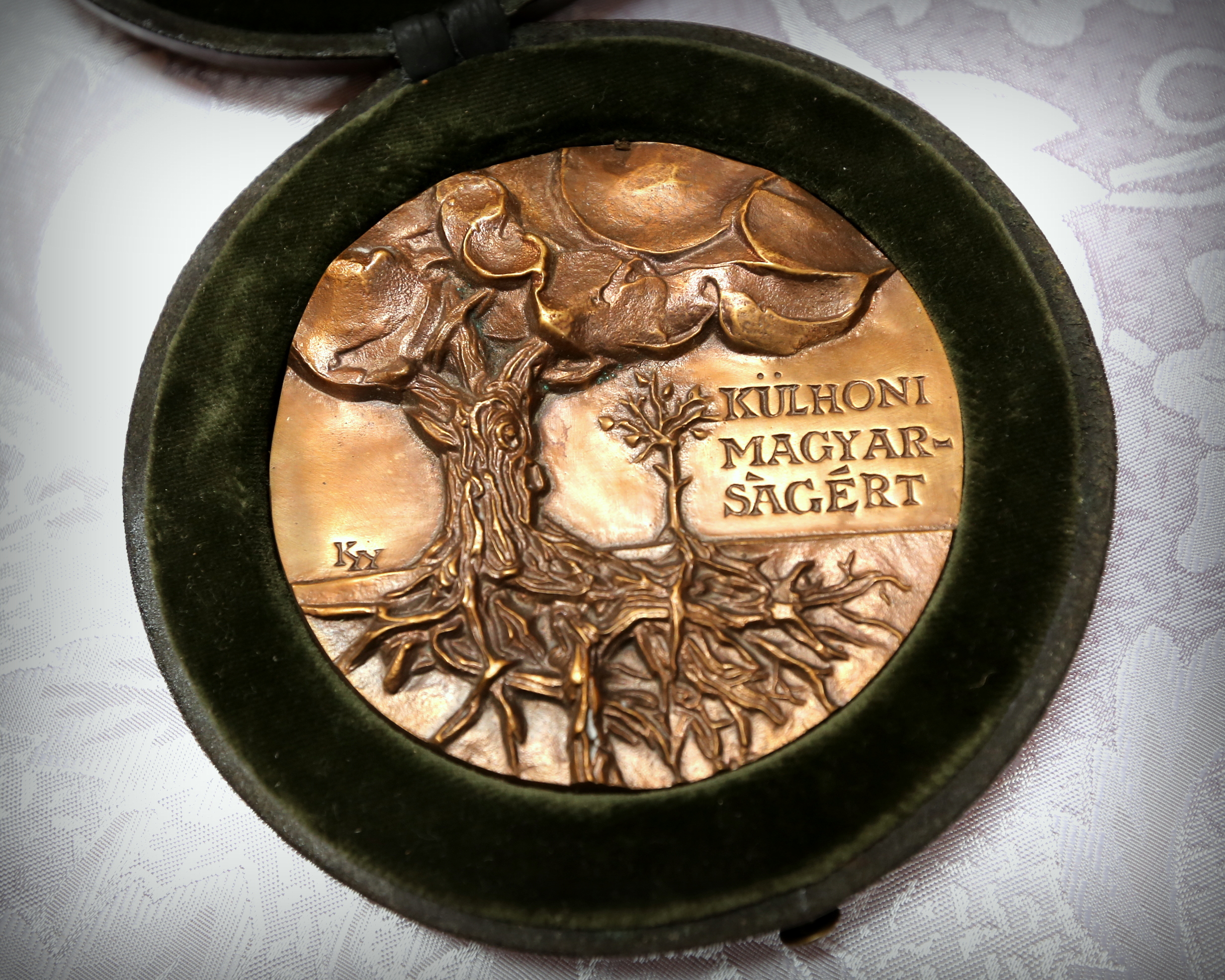
Külhoni Magyarságért Díj

## Kitüntetései
- Észak-Komárom, Dél-Komárom és Neszmély Pro Urbe-díj
- 2009 Pro Probitate – Helytállásért díj[1]
- 2010 Szülőföld-díj
- 2012 Külhoni Magyarságért Díj (postumus)[2]

## Művei
- 1975 Emlékeim Berecz Gyuláról, a szobrászról. Irodalmi Szemle 1975/4.
- 1976 Petőfi és Jókai barátsága. A Hét 21/16, 20 (május 18.)
- 1977 Klapka György. Pozsony
- 1982 Jókai nyomában. Pozsony
- 1982 Adyfalvától a csúcsai kastélyig. Komárom
- 1984 Komáromi Olympos. Bratislava
- 1987/2006 Új Komáromi Olympos. Tatabánya
- 1989 Komárom ostroma 1849-ben. Komárom. ISBN 963-032-984-0
- 1990 Lehár. Komárom
- Klapka György. Megjelent a szabadságharcos tábornok halálának 100. évfordulójára; 2. bőv. kiad.; Madách, Pozsony, 1992
- 1995 Komárom
- Lehár. Megjelent a zeneszerző születésének 125. évfordulójára; Madách-Posonium, Pozsony, 1995
- 1996 Adyfalvától Zágonig
- 1996 Komárom – A református kollégium
- 1996 Komárom – Százéves a Klapka-szobor
- 1998 Neszmélyi krónika
- 1998 Rév-Komárom. KT kiadó
- 1999 A komáromi bankó
- 2000 Komáromi m. kir. 22. gyalogezred
- 2001 A komáromi induló hőse
- 2001 Emlékeim Berecz Gyuláról, a szobrászról. Atelier 2001/3.
- Bárdos István–Szénássy Zoltán: Neszmély; szerk. Bárdos István; Száz Magyar Falu Könyvesháza, Bp., 2002 (Száz magyar falu könyvesháza)
- 2003 Komáromi krónikás
- 2003 Kurucvilág Komárom megyében. Honismeret 31/3.
- 2005 Komárom, a Duna Gibraltárja (tsz. Szénássy Árpád)
- Rév-Komárom; 2., bőv. kiad.; KT, Komárom, 2005
- Jókai nyomában; 3. bőv. kiad.; Komáromi Ny., Komárom, 2007
- 2011 A Jókai Egyesület 100 éve